# 鄧楚望
鄧楚望（1530年—？），字思魯，一字震卿，號東里，湖廣黃州府麻城縣人，軍籍，明朝政治人物。

## 生平
嘉靖二十五年（1546年）丙午科湖廣鄉試第六十名舉人。嘉靖三十八年（1559年）中式己未科會試第九十二名，三甲第一百一十名進士。授行人，四十一年十一月选授禮科給事中，四十二年九月升户科右，四十三年二月升禮科左，監修重城工程，九月完工，升俸二级。四十五年三月升浙江按察司副使。隆庆元年（1567年），贬为高淳县丞，寻升为知县。在高淳任职期间，他果敢有才，丈田均粮，锄抑豪右，尽剔奸弊，乡民赖之。後升安庆府同知。

## 家族
曾祖鄧玉；祖父鄧文明；父鄧植，母魏氏。具庆下。弟鄧楚材。